# خورخي كاريون
خورخي كاريون (بالإسبانية: Jorge Carrión) كاتب إسباني ينتمي إلى تيار النوثييا الأدبي أو ما يُعرف شيوعًا باسم ما بعد البوب، وهم الكتاب الذين ولدوا فيما بين عامي 1960 و1976.